# Rosemarie Nitribitt
Maria Rosalia Auguste Nitribitt, född 1 februari 1933 i Düsseldorf, död 29 oktober 1957 i Frankfurt am Main, var en tysk eskort (sexarbetare, prostituerad) vars våldsamma död, genom hängning eller strypning, orsakade en skandal i Tyskland under tiden för "det tyska undret". Mordet har förblivit ouppklarat.

## Dödsfallet
Den 1 november 1957 hittades hon död i sin lägenhet i Frankfurt. Dödsorsaken fanns vara hängning eller strypning, att döma av märken på hennes hals, och hade troligen inträffat tre dagar tidigare. Hon hade också en skada på huvudet. Hon fördes till begravningsplatsen Nordfriedhof i Düsseldorf där hon begravdes. Hennes huvud sparades däremot av polisen "som ett bevismaterial". Det visades senare upp på Kriminalmuseum i Frankfurt. Först den 10 februari 2008 begravdes också huvudet.

## Rosemarie Nitribitt i populärkulturen
1958 publicerade Erich Kuby romanen Rosemarie. Des deutschen Wunders liebstes Kind som baseras på fallet Nitribitt. Boken användes också som manus för filmen Rosemarie – glädjeflickan av Rolf Thiele. I filmen spelade Nadja Tiller huvudrollen.